# The Warning
The Warning — дебютный студийный альбом американской группы Queensrÿche, выпущенный 7 сентября 1984 года.

## Об альбоме
Оригинальный порядок композиций альбома был изменён инженером микширования Валом Гэрэем по распоряжению EMI America против желания группы.
6 мая 2003 года альбом был переиздан с тремя бонус-треками.

## Список композиций
| №  | Название       | Автор(ы)                 | Длительность |
| -- | -------------- | ------------------------ | ------------ |
| 1. | «Warning»      | Джефф Тейт, Майкл Уилтон | 4:43         |
| 2. | «En Force»     | Крис ДеГармо             | 5:13         |
| 3. | «Deliverance»  | Уилтон                   | 3:17         |
| 4. | «No Sanctuary» | ДеГармо, Тейт            | 6:02         |
| 5. | «NM 156»       | ДеГармо, Тейт, Уилтон    | 4:35         |

| №                   | Название                 | Автор(ы)              | Длительность |
| ------------------- | ------------------------ | --------------------- | ------------ |
| 1.                  | «Take Hold of the Flame» | ДеГармо, Тейт         | 4:54         |
| 2.                  | «Before the Storm»       | Тейт, Уилтон          | 4:27         |
| 3.                  | «Child of Fire»          | Тейт, Уилтон          | 5:17         |
| 4.                  | «Roads to Madness»       | ДеГармо, Тейт, Уилтон | 9:38         |
| Общая длительность: | Общая длительность:      | Общая длительность:   | 48:06        |

| №                   | Название | Автор(ы)            | Длительность |
| ------------------- | --- | ------------------- | ------------ |
| 10.                 | «Prophecy» | ДеГармо, Тейт       | 4:00         |
| 11.                 | «The Lady Wore Black» (запись с концерта в The Astoria Theatre, Лондон, Великобритания. 20 октября 1994 года) | ДеГармо, Тейт       | 5:23         |
| 12.                 | «Take Hold of the Flame» (запись с концерта в Madison & LaCrosse, Висконсин, между 10 и 12 мая 1991 года)     | ДеГармо, Тейт       | 5:04         |
| Общая длительность: | Общая длительность:                                                                                           | Общая длительность: | 63:01        |

## Участники записи
Список составлен по сведениям базы данных Discogs.
Queensrÿche:
- Джефф Тейт — вокал
- Крис ДеГармо[англ.] — гитара, бэк-вокал
- Майкл Уилтон[англ.] — гитара, бэк-вокал
- Эдди Джексон[англ.] — бас-гитара, бэк-вокал
- Скотт Рокенфилд[англ.] — ударные

| Приглашённые музыканты: - Майкл Кэймен — оркестровые аранжировки, дирижёр Технический персонал: оригинальное издание 1984 года: - Джеймс Гатри — продюсер - Вал Гарай — инженер сведения - Дейл Виндхэм — фотограф - Мэтт Бейзмор — художественное оформление | Технический персонал: переиздание 2003 года: - Дэвид К. Теддс — продюсер переиздания - Кевин Флаэрти — руководящий A&R-продюсер - Эврен Гёкнар — ремастеринг - Кенни Немес — менеджер проекта - Мишель Аззопарди — художественное оформление - Питер Грант — дизайн - Росс Халфин — фотографии - Том Фаррингтон — фотографии - Пол Сутер — автор текста для буклета |

## Позиции в хит-парадах
| Чарт (1984)                      | Высшая позиция | Пребывание |
| -------------------------------- | -------------- | ---------- |
| Великобритания (UK Albums Chart) | 100            | 1 неделя   |
| Канада (RPM Top Albums/CDs)      | 91             | нет данных |
| США (Billboard 200)              | 61             | 23 недели  |
| Швеция (Topplistan)              | 42             | 1 неделя   |

## Сертификации
| Страна | Организация | Сертификация | Дата сертификации | Уровень продаж     | Источник |
| ------ | ----------- | ------------ | ----------------- | ------------------ | -------- |
| США    | RIAA        | Золотой диск | 15 августа 1991   | более 500 000 экз. | [ 23 ]   |